# Prometheus (DC Comics)
Para la versión de Marvel Comics, vea Prometheus (personaje)
Prometheus es un nombre utilizado por múltiples supervillanos ficticios que aparecen en los cómics publicados por DC Comics. Creado por Grant Morrison (escritor) y Arnie Jorgensen (dibujante), la versión más reconocida hizo su primera aparición en New Year's Evil: Prometheus (febrero de 1998). Comúnmente un adversario de la Liga de la Justicia, Prometheus serviría como enemigo de los superhéroes Batman, Flecha Verde y Midnighter.
En 2009, Prometheus fue clasificado como IGN 80.º más grande villano de cómic de todos los tiempos. En la serie de televisión de acción en vivo de The CW Arrow, el personaje fue interpretado por Josh Segarra y con la voz de Michael Dorn.

## Historia de publicación
El Prometheus original, Curt Calhourn, debutó en Escarabajo Azul #3 (ago. 1986), seguido de apariciones en números #4 (sept. 1986); #6 (nov. 1986); #8-9 (ene.-feb. 1987) y #11-13 (abril–junio de 1987). El personaje regresó en Nuevos Jóvenes Titanes #34 (ago. 1987), y aparentemente se le hizo referencia de estar muerto en Sociedad de la Justicia de América #28 (noviembre de 2001).
El segundo Prometheus debutó en Año Nuevo del Mal: Prometheus (febrero de 1998) y regresó en LJA #16-17 (marzo–abril de 1998) y #36-41 (diciembre de 1999 - mayo de 2000). El personaje después fue personificado por un tiempo por Chad Graham, pero regresó en Caras del Mal: Prometheus #1 (marzo de 2009). Prometheus apareció como el villano principal en la serie limitada Liga de la Justicia: Grito por Justicia #1-7 (septiembre de 2009 – abril de 2010), y aparentemente murió al terminar la historia.
El escritor Mike Conroy notó "...con su armadura y arsenal de armas tecnológicamente avanzados, que puede descargar las técnicas de lucha de los mejores artistas marciales del mundo...él (Prometheus) se convirtió en un enemigo formidable, pues la LJA lo descubrió."
El tercer Prometheus, Chad Graham, debutó en Batman: Gotham Knights #52 (junio de 2004), siendo parte de la historia "Pushback" desde los números #50-55 (abril-sept. 2004). El villano reapareció en Batman: Gotham Knights #66 (ago. 2005); Villanos Unidos #1 - 6 (julio-Sept. 2005); Crisis Infinita #1 - 7 (diciembre de 2005 - junio de 2006); Birds of Prey #94 (junio-agosto de 2006); Jóvenes Titanes vol. 3, #51 - 54 (noviembre de 2007 - febrero de 2008) y Crisis Final #1-7 (julio de 2008 - marzo de 2009) antes de ser asesinado en Caras del Mal: Prometheus #1 (marzo de 2009).

## Biografía ficticia del personaje

### Curt Calhoun
Curt Calhoun es un criminal menor que trabaja para el supervillano Doctor Alquimia, y es contratado para robar una cantidad del metal promethium de KORD Inc., una organización de Ted Kord (en secreto el Escarabajo Azul). Aunque lo logró, tanto Calhoun como el Dr. Alquimia son capturados por el alter ego de Kord, el Escarabajo. Fuera de la prisión, Calhoun ayuda al Escarabajo Azul contra el villano Calculadora, y Kord le ofrece una posición como capataz en KORD Inc. Mientras salva a Kord de un accidente industrial, Calhoun es cubierto con metales unidos con promethium. De camino al hospital, la ambulancia de Calhoun es atacada por miembros del equipo de supervillanos Híbrido. El líder Mento transformó el metal que cubría a Calhoun en una coraza permanente de metal. Asumiendo el alias "Prometheus", el reacio Calhoun lucha junto a Híbrido en un desafortunado intento de derrotar a los Nuevos Jóvenes Titanes.
Aunque Mento eventualmente dirige a Híbrido contra los Titanes una vez más, se rebelan y Mento aparentemente es curado de su locura por la miembro de los Titanes Raven. Calhoun nunca es vuelto a ver, hasta que el equipo de superhéroes la Sociedad de la Justicia de América descubren que Híbrido murió en los juegos de gladiadores llevados a cabo por la villana Roulette.

### Versión sin nombre
El segundo Prometheus relata su origen a un joven quien ganó una competición para ser parte de la Liga de la Justicia por un día, con el alias "Retro" y un traje a juego. El hijo sin nombre de dos criminales hippies que cometieron robo y asesinato, Prometheus viajó por Estados Unidos con ellos hasta que fueron arrinconados y asesinados por la fuerza legal local. El cabello de Prometheus se torna blanco por la traumática experiencia, y hace la promesa silenciosa de "aniquilar las fuerzas de la justicia" en venganza por la muerte de sus padres.
Usando el dinero escondido de sus padres, Prometheus viaja por el mundo y desarrolla sus habilidades, convirtiéndose en un luchador en el bajomundo de Brasil; un mercenario en África y uniéndose a grupos terroristas en Oriente Medio. Luego de vengar la muerte de sus padres asesinando al oficial de policía que los mató, Prometheus fue a la universidad y acabó viviendo en la ciudad del Himalaya Shambhala, deshabitada por una secta de monjes malvados. Prometheus descubre que el monasterio fue construido sobre una nave espacial alienígena, y el líder de la secta fue una de las criaturas de la nave. Él mata al alien y consigue la "Llave Fantasma", que abre un portal a la "Zona Fantasma", un vacío hiperespacio que permite el viaje interestelar.
Prometheus construye una casa en el vacío como su sede, que es retorcida por los efectos dimensionales para hacerse "torcida," y se revla que es la parte de la historia que relata a Retro. Prometheus mata a Retro, y cortesía de su casco avanzado copia los movimientos del joven, intentando hacerse pasar por Retro y conseguir acceso a la Atalaya de la Liga de la Justicia.
A pesar de que el plan tuvo éxito y Prometheus temporalmente derrota a siete de la LJA (incluyendo a Batman), es capturado con la guardia baja por la antihéroe Catwoman. Gracias a sus esfuerzos, los héroes logran recuperarse, y Prometheus se retira.
Prometheus aparece brevemente durante un encuentro entre la LJA y la versión paralela del equipo Los Vengadores, y pelea contra el Capitán América.
Prometheus regresa como un miembro de la Liga de la Injusticia de Lex Luthor. Durante la confusión causada por la llegada del arma Mageddon, Prometheus logra utilizar un buque espacial Marciano Blanco abandonado en la Zona Fantasma para infiltrarse en la Atalaya de la Liga de la Justicia y atacar a la asistente del equipo Oráculo. Oráculo escapa, con el casco de Prometheus dañado en el proceso. El villano recupera su casco original (perdido en la primera batalla con la LJA) y pelea contra Batman una vez más. Prometheus es neutralizado cuando Batman sabotea su casco, cargándolo con las habilidades físicas y coordinación del profesor Stephen Hawking, que debido a una enfermedad de la motoneurona apenas puede moverse. Batman impide que la miembro compañera Cazadora mate a Prometheus, antes de expulsarla de la LJA. Batman y Detective Marciano llevaron a Prometheus en custodia y dispusieron reducir el cerebro de Prometheus a un estado de discapacidad mental para poner fin a su amenaza de forma permanente. Tras la muerte de Detective Marciano a manos de Libra, la mente de Prometheus fue restaurada y él comenzó a localizar quien sería su protegido, culminando en él matando a Graham y mutilando y asesinando los miembros del equipo de superhéroes Grupo de Sangre.

#### Grito de Justicia
Una oleada de muertes de superhéroes (Bestia Libertad; Gloss y Demonio de Tasmania) y ataques a otros (Barry Allen; Batwoman y Vengador Carmesí) se revela como el trabajo del verdadero Prometheus. El villano se hace pasar por Freddy Freeman, a pesar de que no se revela cómo consiguió superfuerza y vuelo. Consiguió acceso al satélite de la LJA, que a cambio permite a Prometheus colocar aparatos de teletransporte en ciudades natales de varios héroes que "dejarán" la ciudad en varios lugares en el pasado y en el futuro, como venganza por los años que pasó con su mente dañada. Prometheus también mutila a Roy Harper después de darse cuenta de que su enemigo no es Freddy Freeman. Mientras derrota a la LJA y a sus aliados los Jóvenes Titanes y el villano reformado Shade usando archivos en ellos, aunque no mata a ninguno de ellos, Prometheus es capturado por Donna Troy y acabado brutalmente, hasta que es detenida por Shade. El villano ofrece revelar la ubicación de los aparatos a cambio de su liberación, después de que sus aparatos fallan y empiezana destruir las ciudades. Con Star City teniendo víctimas masivas, el ultimátum de Prometheus aparece y regresa a su guarida, pero es asesinado por Green Arrow, quien dispara una flecha a la cabeza del villano.

### Prometheus impostor
Después de que Prometheus entró en un estado mentalmente discapacitado, un impostor tomó el manto. Chad Graham, fue recogido por Prometheus para servir como su compañero malvado, pero Graham probó ser muy impulsivo y terminó (bajo circunstancias desconocidas) dejando a Prometheus y llevar la identidad una vez que perdió su segunda batalla con la Liga de la Justicia. El villano aparece en Star City, peleando contra el héroe Green Arrow y la fuerza local de la ley. Aunque casi muere, Prometheus es salvado por Hush. Hush forma una alianza con Prometheus pero le abandona por su aparente incompetencia. La hija del señor de la guerra Ra's Al Ghul, Talia al Ghul, lidera al malvado Culto de la Cobra en busca de Prometheus en un intento de asegurar la Llave Fantasma. Aunque Prometheus es encontrado, otra vez es salvado por Hush, siendo envenenado por una de las creaciones de la villana Hiedra Venenosa. Prometheus es reclutado para unirse a otra versión (numerando en los cientos) de la Sociedad Secreta de Supervillanos y participa en un ataque masivo de la Sociedad a Metrópolis. Durante la batalla Prometheus mata al héroe Peacemaker.
Este Prometheus también se encuentra con el grupo de superheroínas Birds of Prey, y derrota a la mercenaria Lady Shiva en segundos. El villano acaba cayendo bajo el control del alien Starro, y es usado como infante. Prometheus, sin embargo es derrotado por versión alterna futurista de Robin, y el liberado Starro derrotado.
Graham es asesinado cuando Prometheus recupera su mente y lo mata.

## Poderes y habilidades
Curt Calhoun, el Prometheus original, posee una epidermis de metal, que confiere resistencia y durabilidad superiores. Calhoun también es capaz de elevar la temperatura de su forma blindada a varios cientos de grados Celsius.
El segundo Prometheus no posee habilidades sobrehumanas, pero al igual que el héroe Batman ha experimentado un intenso entrenamiento físico y mental, y utiliza una amplia gama de equipos y tecnología. Las herramientas comunes incluyen chalecos antibalas, guanteletes que disparan proyectiles diversos, una tonfa con varias características tecnológicas; y un casco que además de emitir un rayo estroboscópico capaz de la desorientación e hipnotismo, puede a través de un disco compacto permitir una descarga del conocimiento y las habilidades físicas de otros directamente a su cerebro. No se sabe donde Prometheus obtiene esta información. La combinación del "traje de combate y el casco también está equipada con una inteligencia artificial que rápidamente puede calcular y desplegar una variedad de estrategias y contramedidas que han permitido a Prometheus en varias ocasiones incapacitar grupos enteros de la Liga de Justicia y simultáneamente sin ayuda. Por último, el segundo Prometheus tiene la "Llave Fantasma", que permite al villano teletransportarse a sí mismo y a otros objetos y personas hacia y desde una dimensión llamada la "Zona Fantasma". También puede ser utilizado para infligir desintegración molecular total en un objetivo, pero Prometheus sólo empleó esta función una vez, cuando eliminó a un desprevenido Retro.
El tercer Prometheus confía en el uso de dos pistolas.

## En otros medios

### Televisión
Dos versiones muy adaptadas de Prometheus aparecen en el Arrowverso de acción en vivo de The CW, las cuales son expresadas por Michael Dorn cuando están enmascarados. Un espejo oscuro para Oliver Queen / Green Arrow, la representación del personaje es un individuo con capucha oscura que empuña una espada, un arco y shurikens.
- Josh Segarra retrata la versión de Tierra-1, quien nació Simon Morrison, en Arrow.[21][22][23] Sirve como el principal antagonista de la quinta temporada. Después de que su padre criminal Justin Claybourne es asesinado por el vigilante Arrow encapuchado, se entrenó con el exmiembro de la Liga de Asesinos Talia al Ghul para adquirir técnicas de lucha similares, y descubre la identidad secreta de Oliver. Cinco años después, Simon adopta el alias de "Adrian Chase" de ser el fiscal de distrito de Star City para acercarse a Oliver, al mismo tiempo que aterroriza al equipo de vigilancia de Oliver como el asesino en serie Prometheus (apodado como el Asesino Star Killer por los medios de comunicación). Como Prometheus y Chase, Simon se embarca en una cruzada para destruir a Oliver reputación como la Flecha Verde y el Alcalde en el Ayuntamiento, trata con los otros individuos (el señor del crimen Tobias Church y el Vigilante) haciendo intentos contra Oliver, planta evidencia para incriminar a Quentin Lance por sus propios asesinatos, convence a Evelyn Sharp para traicionar a Team Arrow, manipula a Green Arrow para matar al detective de la policía Billy Malone (vestido con el traje de Prometheus) y filtra su tapadera a la prensa para provocar una audiencia de acusación que obliga a Oliver a repudiar públicamente a Green Arrow como asesino de policías, tiene Black Siren (Tierra-2) se infiltra en Team Arrow haciéndose pasar por Laurel Lance (Tierra-1), y engaña a John Diggle para que sea detenido por las autoridades antes de exonerar al hombre. A costa de la vida de su propia esposa, Morrison captura a Oliver con la ayuda de Talia mientras ambos buscan vengarse de Queen por matar a sus respectivos padres. Al estar seguro de que la identidad heroica y la cruzada de Oliver son simplemente un pretexto, Morrison procede a torturar a Oliver (física y psicológicamente) para que confiese que disfruta de matar objetivos antes de liberar a su némesis. Su alias de Chase está expuesto y Morrison se ve obligado a esconderse, cuando Felicity Smoak y Curtis Holt realizan ingeniería inversa de la tecnología que utiliza para desenfocar su rostro de las cámaras de vigilancia cuando se desenmascaran con su traje Prometheus. Se une a Derek Sampson para liberar la tuberculosis armada de su padre en Star City mientras intenta destruir el legado de Robert Queen antes de ser capturado por Green Arrow. Mientras está bajo custodia de A.R.G.U.S., Morrison secuestra a su equipo Team Arrow y William Clayton, obligando a Oliver a liberarlo. Ya no usa su alias Prometheus en este punto, Morrison y sus asociados van a Lian Yu, perseguidos por los aliados de Oliver. Las dos partes chocan con los aliados de Oliver que salen victoriosos. Incapacitado y poco dispuesto a aceptar la derrota, Morrison se suicida, lo que desencadena el cambio de su muerto y explota el C4 plantado en Lian Yu, lo que resulta en la muerte de Samantha Clayton y Thea Queen en coma. En la sexta temporada, Morrison aparece en una alucinación después de que Oliver se expone al vértigo en el que Morrison afirma que es el mayor enemigo de Oliver.
- Colin Donnell retrata la versión Tierra-X de Tommy Merlyn durante el cruce de cuatro partes " Crisis on Earth-X".[24][25][26]

### Videojuegos
- Prometheus aparece en la versión de DS de Justice League Heroes.
- Prometheus hace un cameo en Batman: Arkham Asylum. Su cartel de "Se Busca" aparece en la Sala de Guardia de la Penitenciaría y puede ser escaneado como la respuesta a uno de los enigmas de Enigma.
- Prometheus es mencionado en Batman: Arkham City. A lo largo de Arkham City hay periódicos que detallan cómo dos delincuentes fueron asesinados en un callejón y cómo un niño observa a los padres morir. También hay un informe de psiquis que detalla la aprobación de su salida de la isla de Arkham en la pared del laboratorio forense del CPGC.
- La versión de Simon Morrison de Prometheus de Arrow aparece como un personaje jugable en el paquete DLC de DC TV Super-Villains en Lego DC Super-Villains.